# ホッグジカ
ホッグジカ（Axis porcinus）は、哺乳綱鯨偶蹄目シカ科シカ亜科アクシスジカ属に分類される種。
インド亜大陸北部からインドシナ半島の一部に分布する。スリランカ、オーストラリア、アメリカ合衆国に移入されている。体長105～115cm、肩高60～75cm、体重45～50kgほど。オスは3尖の枝角を有する。